# Oteana pouvana
Oteana pouvana är en insektsart som beskrevs av Hoch 2006. Oteana pouvana ingår i släktet Oteana och familjen kilstritar. Inga underarter finns listade i Catalogue of Life.